# المعابد اليونانية

## نشأة المعابد اليونانية
ظهرت المعابد الإغريقية بعد تولي بركليس الحكم وذلك بعد أن تم تدمير هضبة الأكربول على يد الفرس عام 480 ق.م ووصلت إلى أوج عظمتها أثناء حكمه.
وتعتبر المعابد الإغريقية تراثاً خالداً للعمارة اليونانية عند الإغريق وثروة معمارية للباحثين وطلاب العلم.
أنشئت هذه المعابد بدقة تامة ومهارة فائقة، واعتنى بمظهرها الخارجي، منقوش على حوائطها أدق الآثار وأبدعها، وهي مستوحاة من أساطير الآلهة التي شيدت لهم هذه المعابد. وقد شيدت هذه المعابد عادة على قاعدة تتكون من ثلاث درجات. والمعبد عبارة عن قاعدة مستطيلة الشكل تحتوي على حجرة داخلية تسمى بالهيكل، بها تمثال الإله أو الآلهة، كما احتوت بعض المعابد الكبيرة على حجرتين أو ثلاثة. ويحيط بالقاعة أو الخلوة رواق خارجي أما على جانبي المدخلين أو على جوانبه الأربعة ويتجه مدخل المعبد نحو الشرق بحيث تتصل أشعة الشمس على تمثال الإلاه، والمدخل المقابل يقع في الجهة الغربية. وعلى العموم يمكن القول بأن المعابد الإغريقية كانت في منتهى البساطة، ذات جو فلسفي عميق، كثير الأعمدة من الخارج، يحيط بها فضاء فسيح.أن معظم المعابد كانت خالية من النوافذ، معتمدة على ذلك على أشعة الشمس التي تدخل من الباب الشرقي.
وتنقسم المعابد من حيث تصميمها بالنسبة إلى الأعمدة الخارجية إلى أنواع متعددة، منها عمودان أماميان على واجهة المدخل للمعابد الصغيرة أو أكثر من صف واحد للعمودين على المدخلين، أو أعمدة مصفوفة على الجوانب الأربعة. وقد تكون الصفوف رباعية أو سداسية أو ثمانية وذلك للأعمدة الأمامية، أما الجانبية فغير محددة وكان العدد يختلف بين 11، 17 عمودا ويلاحظ أن عدد الأعمدة الجانبية ضعف عدد الأعمدة الأمامية.
استعمل الحجر الجيري والرملي في بناء المعابد مع تغطية الحوائط بطبقة من البياض stucco من مسحوق الرخام والجير، والأسقف مائلة من الخشب مغطاة بالقرميد أو البلاط الرخام. وكانت الأحجار تبنى بكل دقة في الحوائط حيث توضع في أماكنها وتحرك عدة مرات محتكة بعضها ببعض حتى تنطبق اللحامات تماما. وكانت الأعمدة تبنى بكل دقة ومهارة وتتكون من أسطوانات من الحجر يتم نحتها بالشكل المطلوب وبكل أسطوانة ثقب في وسطها لوضع لوح خشبي لتثبيت الأسطوانات بعضها ببعض مكونة بدن العمود. وتبدأ عملية خشخنة العمود من أعلا إلى أسفل، وكذا عملية نحت الحليات والزخارف.
أما فيما يتعلق بالمساقط الأفقية للمعابد والمباني الإغريقية، فالمساقط الأفقية للمعابد الإغريقية ليست مرتبطة تماماً بالأنظمة. orders . وربما تختلف هذه المساقط تبعاً لحجم ولكن تتشابه هيأتها الأصلية. فالنواة الأساسية للمعبد هي المحراب – colla أو التي يوضع بها رمز الإله، والمدخل المغطى وعلى جانبيه عمودان. وأحياناً نجد مدخلاً المحراب لتأكيد التماثل والمحورية للمعبد. ويحيط المعبد رواق، أي صف من الأعمدة على الجانبين أو صفان من الأعمدة على كل جانب في المعابد الكبيرة.

## أهم المعابد

### معبد البارثينون

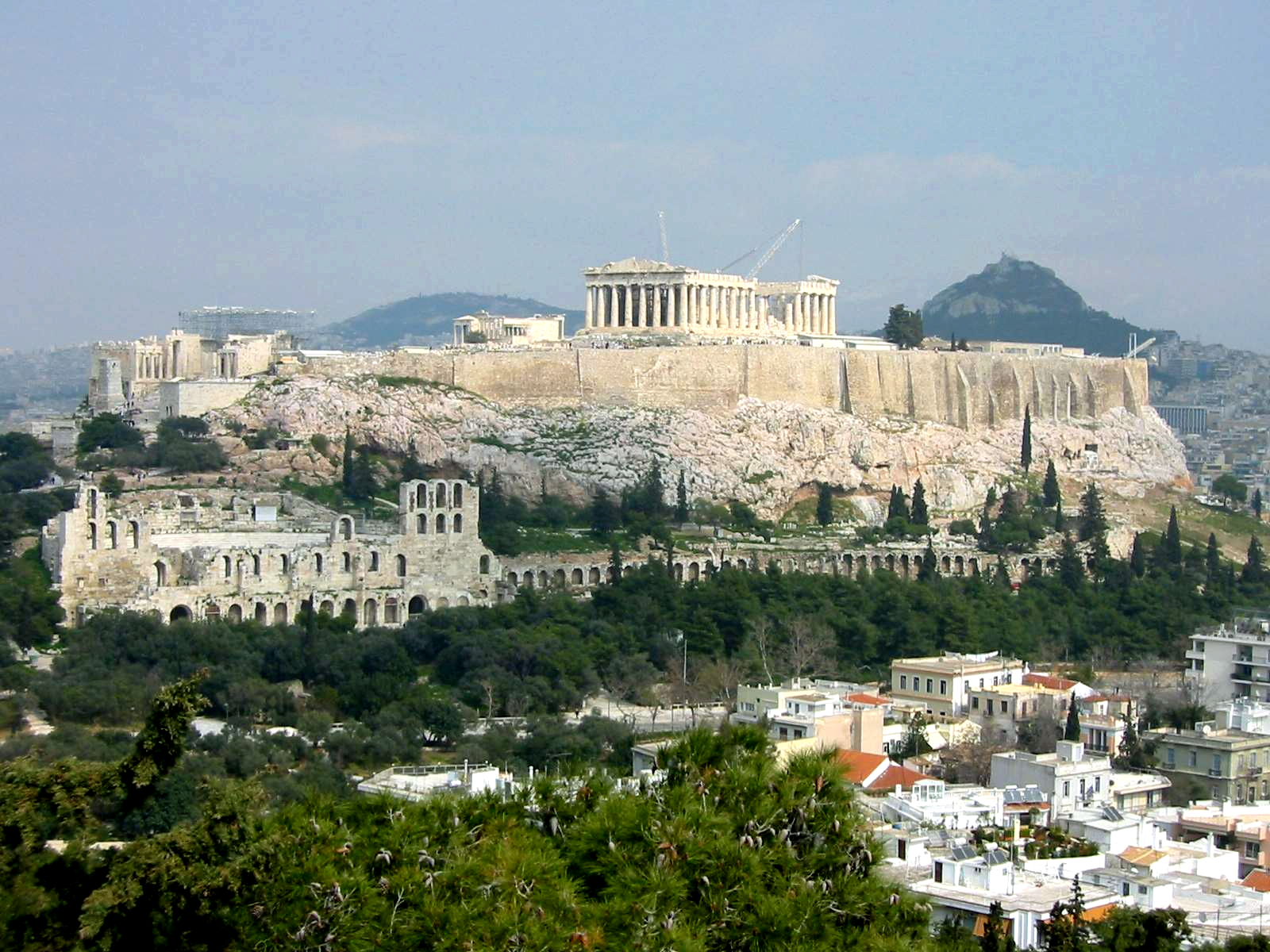
معبد البارثينون بأثينا.

البارثينون معبد قديم في مدينة أثينا، بُني على جبل يسمى الأكروبولس، يطل على أثينا. أُهدي البارثينون إلى أثينا، الإلاهة الراعية لمدينة أثينا في الأساطير الإغريقية، ويعد أفضل نماذج العمارة الإغريقية القديمة. بنى الإغريق البارثينون في الفترة ما بين 447 و432ق.م. وقد صممه المهندسان الإغريقيان اكتينوس وكاليكراتس، وأشرف على أعمال النحت الاغريقي النحات فيدياس. وفي حوالي عام 500م تحول المعبد إلى كنيسة نصرانية. وبعد استيلاء القوات التركية المسلمة على المدينة في منتصف القرن الخامس عشر الميلادي حول المعبد إلى مسجدا. وفي عام 1687م أصيب البارثينون بأضرار جسيمة عندما حاول الفينيسيون (سكان البندقية) الاستيلاء على أثينا. فقد كان الأتراك يستخدمون المبنى مخزنا للبارود في ذلك العهد، وأدى انفجار بارودي إلى هدم الجزء الأوسط من المبنى. ونقلت معظم بقايا المنحوتات إلى متحف الأكروبولس في أثينا والمتحف البريطاني في لندن.
بني البارثينون من الرخام البنتيلي، وهو رخام أبيض استمد من هضبة بنتليكس التي تبعد عن أثينا ب 18كم.شكل المعبد مستطيل، ويبلغ طوله 72م وعرضه 34م وارتفاعه 18م ويبلغ محيطه نحو 30.80 م * 69.50 م.
يشتمل البارثينون على مساحة مركزية مغلقة تسمى السلا، أي المقدس، قسمت إلى غرفتين ضمت إحداهما فيما مضى تمثالاً ضخمًا لأثينا من الذهب والعاج بينما استخدمت الأخرى مستودعًا للتخزين.
ويحاط السلا بستة وأربعين عمودًا من الطراز الدوري من الجهات الأربعة، وقد زين البارثينون بالمنحوتات اللامعة، التي كانت تملأ القوصرتين (نهايتي السقف المثلثتين)، حيث زُينت القوصرة الشرقية بمناظر توضح ميلاد أثينا، بينما عرضت القوصرة الغربية مناظر للحرب الأسطورية بين أثينا وإله البحر بوسيدون من أجل السيطرة على أثينا.
واصطفت حول قمة الجدار الخارجي، فوق الأعمدة، سلسلة من اللافتات المنحوتة سميت الميتوبات، رسمت عليها مناظر للمعارك الأسطورية الشهيرة بين اللابثيين والقناطير، وبين الآلهة وسلالة من العمالقة، وبين الإغريق والأمازونيات. وأوضحت هذه اللافتات أيضًا مناظر من حرب طروادة. وعلى امتداد الجدار الخارجي للسلا وضع إفريز أفقي، اشتمل على مشاهد لسكان أثينا، بما في ذلك المسؤولين والكهنة والوصيفات والفرسان على ظهور الخيل، في الموكب السنوي احتفالاً بميلاد الإلاهة أثينا.

### معبد هيرا (أوليمبيا)

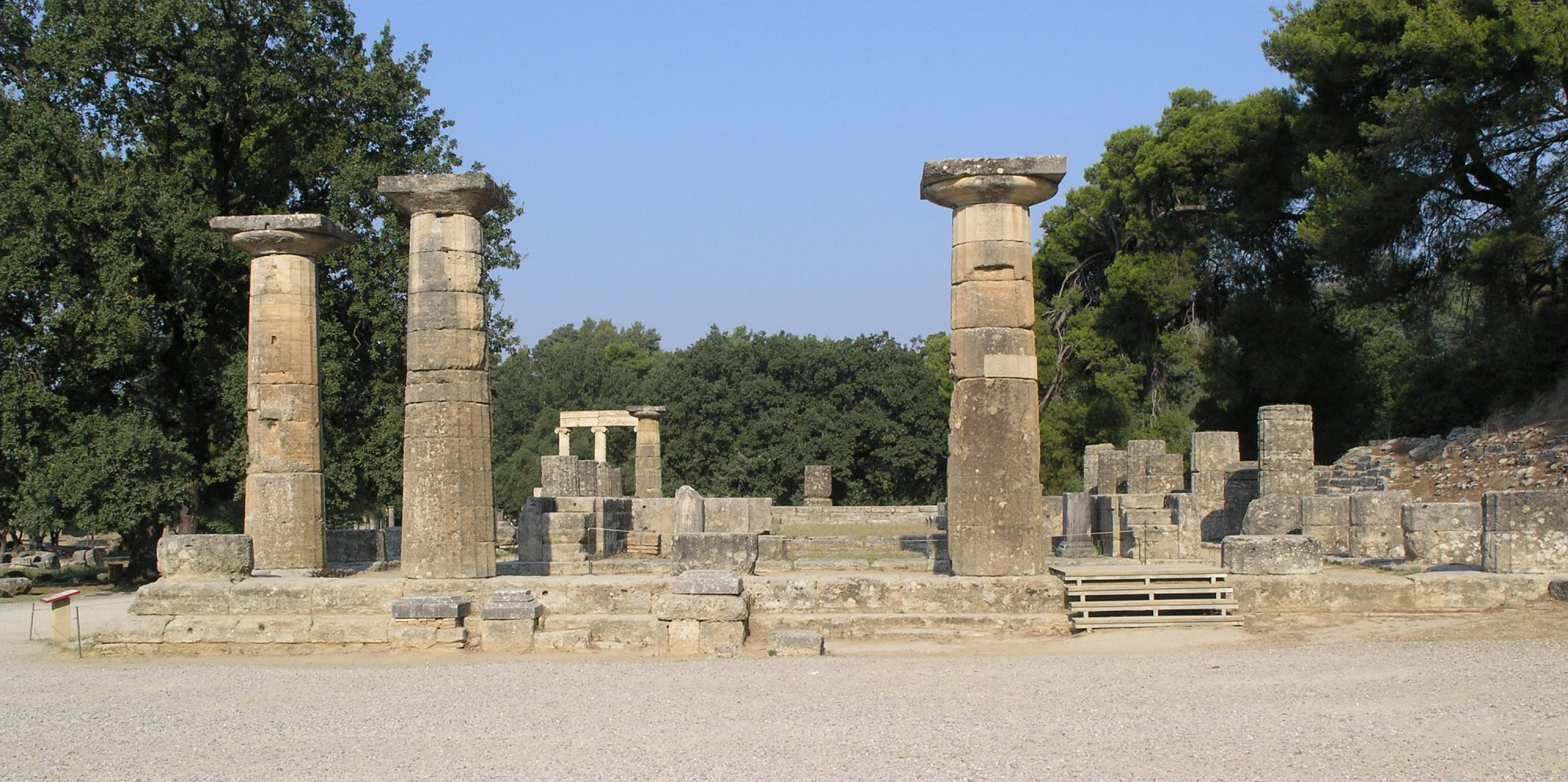
بقايا معبد هيرا بأوليمبيا.

أنشئ هذا المعبد للإله (هيرا) ألهة الزواج والحب ويعتبر من أقدم المعابد الإغريقية وكانت أعمدته من الخشب ثم استبدلت بعد ذلك بالحجر وعلى ذلك اختلفت أشكال تيجان هذه الأعمدة حسب التطورات التي مر بها هذا المعبد.

### معبد الثيزبون (أثينا)
أنشئ هذا المعبد على قاعدة أو سفل من درجتين فقط، والمعبد من النوع ذي الرواق المحيط سداسي الأعمدة وبه 13 عمود على كل من الجانبين البحري والقبلي، ولا يزال هذا المعبد محتفظا برونقه حتى الآن، ويعتبر من الأمثلة الجميلة للطراز الدوركي ومقام على ربوة صناعية من الحجر الجيري.

### معبد الأركيزيون (الأكروبول أثينا)

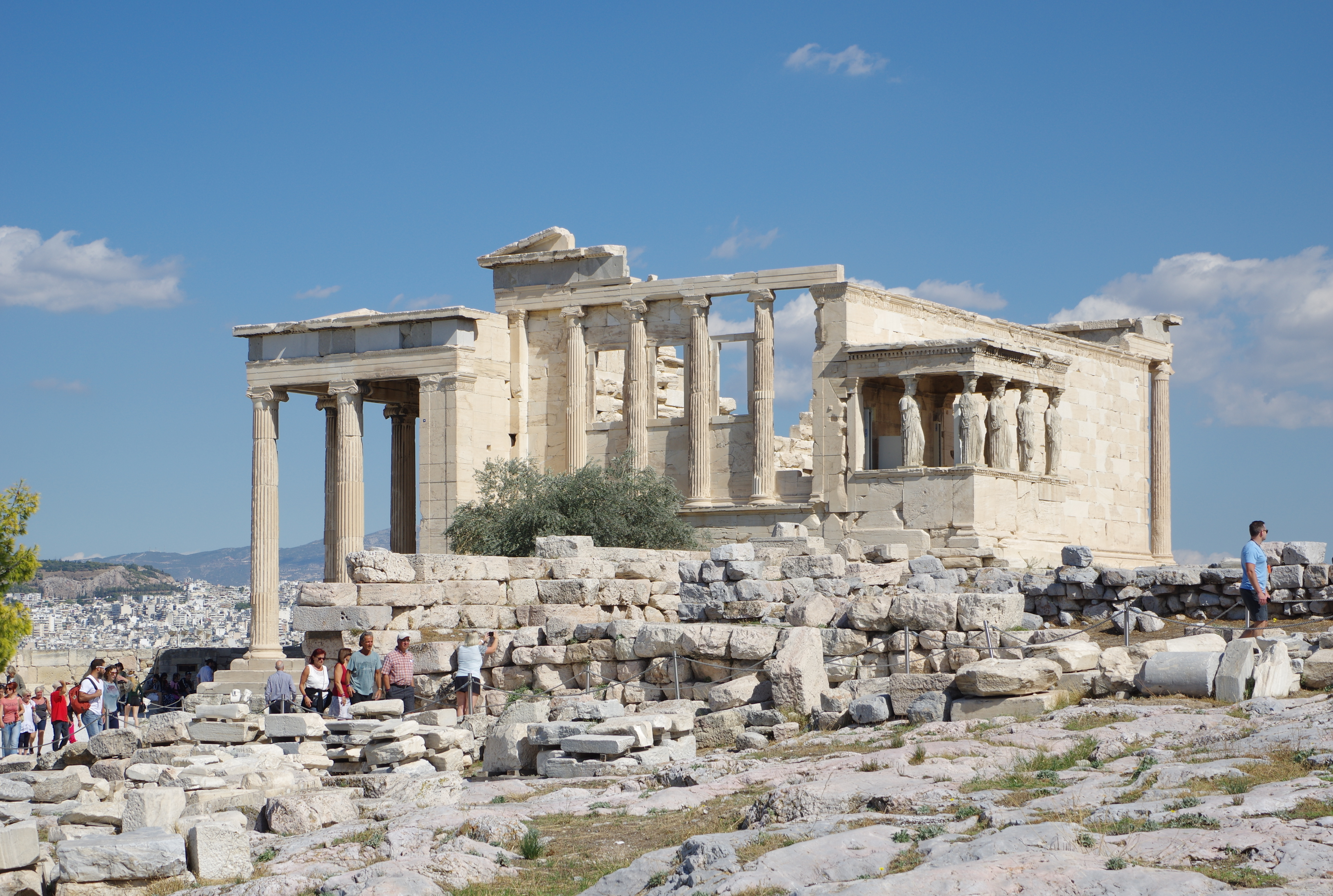
معبد الأركيزيون.

الأركيزيون يقع على هضبة الأكروبول شمال البارثينون. حول إلى كنيسة أيام حكم جستنيان، وبعد ذلك خصص جناحا للحريم أيام عهد الأتراك، وهدم جزء كبير منه أيام الثورة الإغريقية.
ويعتبر هذا المعبد من أشهر المعابد لعبادة عدة آلهة ولذلك فقد تكون من عدة أجزاء مختلفة الشكل، وموقعة ليس مستويا ولذلك لم يكن المعبد بالبساطة المعروفة في المعابد الإغريقية. وأهم معالم هذا المعبد هو البهو الجنوبي، فإن الثكنة محملة على 6 من التماثيل بدلا من الأعمدة تسمى هذه التماثيل بالمحملات أو الكرياتيد
يعتبر هذا المعبد فريد من نوعه حيث استعملت الأنظمة الثلاثة في الأعمدة، الآيوني والدوركي والكورنثي لهذا المعبد الصغير.

### معبد أبو للو (باسي)

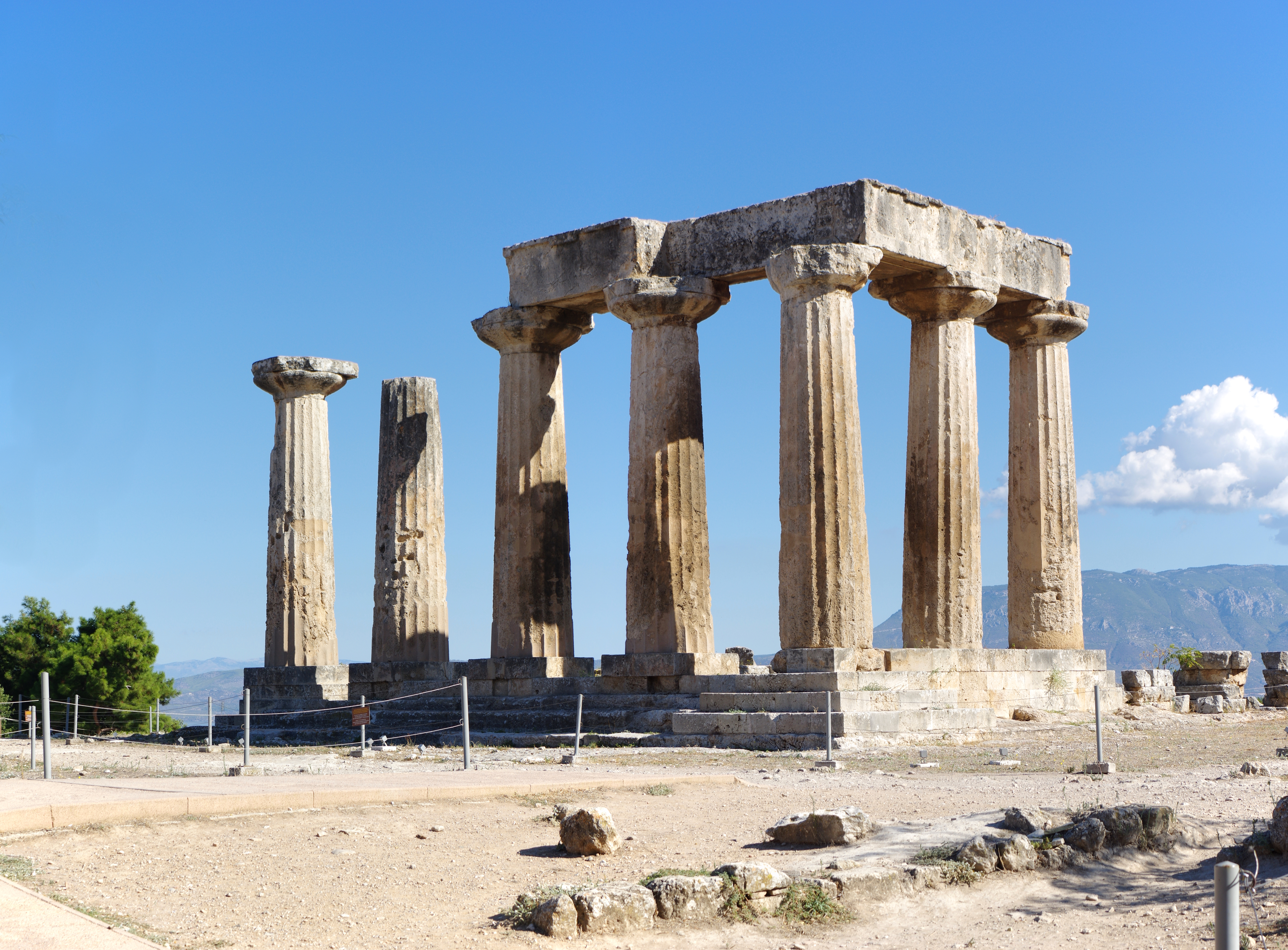
معبد أبو للو.

سداسي الأعمدة وبه 15 عمودا على الجانبين مكونة من اسطوانات من الحجر الجيري الرمادي، وهذا المعبد من النوع ذي الرواق المحيط، كما يمتاز عن باقي المعابد الأخرى بوجود الثلاث طرز المعمارية الإغريقية به، فهناك النظام الدوركي للواجهات والأيوني بالداخل على هيئة أعمدة متصلة واستعمال عمود كورنثي واحد داخل المعبد.

### معبد أرتمس (أفيس بآسيا الصغرى)
يعد من أكبر المعابد، أنشئ عام 358 ق. م ثم حرق وبعد ذلك أنشئ مرة أخرى وتم ترميمه. وأهم ما يمتاز به هذا المعبد ضخامته ثم ظهور تماثيل لأشخاص بكامل حجمها الطبيعي محفورة على بدن الأعمدة أعلى القاعدة مباشرة معروف باسم معبد العصر الهليني.ويحتوي كل عمود على 44 خشخانا مكون من عدة اسطوانات محلاة بالزخارف، وكان يعتبر أحد عجائب الدنيا السبع. كان مخصص لخدمة القساوسة الممتازين رجالا ونساء وكذا الشعراء والخطباء. نقلت بعض آثاره المعمارية المختلفة وخاصة الأعمدة الثمانية الخضراء الداكنة إلى كنيسة أيا صوفيا بالقسطنطينية ، وتوجد بعض آثاره بالمتحف البريطاني الآن.

## تصنيف المعابد
صنف اليونانيون المعابد إلى ثلاث طرز الدوركي، الأيوني، الكورنثي وذلك نسبة إلى الأعمدة التي شيدت بها
النظام الدوركي:
يشير النظام الدوركي مثلاً – كإصلاح – إلى الأجزاء الموحدة الثابتة وتتابعها وتكوينها في المعبد الدوركي. فمثلاً تلك الأقسام الرئيسية لهذا النظام – القاعدة المدرجة ذات السلالم المرتفعة، ثم العمود نفسه أي البدن، ثم التكنة entablature . حيث يتكون العمود من بدن به تجاويف . وتتكون التكنة من الحمال والإفريز والكورنيش . ويبنى المنشأ ببلوكات من الحجر متلاصقة تماماً وبدون مواد لاصقة– مونة، ومع العناية التامة في تشكيل كل قطعة من الحجر للحصول على تقابلات وخطوط منتظمة دقيقة . وأحياناً تربط هذه القطع الحجرية بقطع معدنية عند الضرورة . أما فيما يتعلق بالأسقف فكانت تتكون عادة من تثبيت على عروق من الخشب محملة على كمرات خشبية أيضاً، وبذلك كان احتمال للحريق كثير الحدوث .
النظام الآيوني (ionic order):
ظهر النظام هذا عام 450ق.م ووصل إلى اثينا من مصر براً عن طريق سوريا وآسيا الصغرى، وليس عن طريق البحر كالنظام الدوركي . وجد المهندس المعماري الإغريقي نفسه أمام نظام آيوني أخف وأرشق من النظام الدوركي، يعكس في ملامحه وارتفاعه صدى لشجرة النخيل النامية المخضرة التي تعبر عن الحياة والبقاء، استعمل العمود الآيوني أولاً في المعابد الصغيرة – معبد اثينانكي -424ق.م جنوبي البروبيلا بالأكروبول، ثم معبد الأركيزون 421ق.م في الجزء الشمالي للأكروبول في اتجاه مقابل لمعبد «البارثينون» وينسب معبد الأركيزون إلى ملك أثينا الأسطوري أو الخرافي اسمه «أركيزيس» ويحتوى المعبد على عده حجرات مختلفة، خصصت بعضها لأغراض دينية مختلفة والبعض الآخر لآلهات المدينة، كما أن المدخل الشمالي للمعبد خصص للعذارى أو يسمى بمدخل العذارى حيث استعملت 6 أعمدة بأشكال نسائية لحمل سقف المدخل بدلاً من الأعمدة العادية.
و قد اتخذه الحاكم التركي قصراً لحريمه لما توحيه هذه التماثيل والأعمدة الأيونية في الداخل وأعمال النحت من أنوثة . وتتميز أعمال الحفر والزخارف على قواعد وتيجان الأعمدة وحول فتحات الأبواب والشبابيك بالحساسية والدقة والرشاقة .
التاج الكورنثي (Corinthian capital):
في أواخر القرن الخامس قبل الميلاد تميزت هذه الفترة بتأكيد الرغبة في أعمال الزخارف اختراع التاج الكورنثي كبديل للتاج الأيوني، استعمل التاج الكورنثي في بادئ الأمر في الأعمال الداخلية فقط، وبعد حوالى قرن استعمل في الواجهات الخارجية للأبنية التذكارية .

### الأعمدة الإغريقية
اعتمدت العمارة الإغريقية عامة والمعابد خاصة في أساس تكوينها على تعتيب الفتحات أفقياً بالحجر، ومن ثم فالأعمدة هي التي تحمل هذا الثقل حيث أن الإغريق لم يتفهموا نظرية العقد، فاعتمدوا بذلك على الأعمدة واهتموا بدراستها فخلقوا فناً فيه كمال وجمال، رشاقة وبساطة تامة. واستعمل الإغريق ثلاثة أنواع من الأعمدة لكل نوع منها نسبه الخاصة به وكذلك حلياته وزخارفه:
1. العمود الدوركي Doric order
2. العمود الآيوني Ionic order
3. العمود الكورنثي Corinthian order

من الملاحظ أن العمود الآيوني أقل صلابة من العمود الدوركى وأكثر زخرفة، والعمود الكورنثى أكثر نحافة وأغنى زخرفة .
وينقسم كل عمود أو نظام إلى ثلاثة أجزاء أساسية هي:
1. السفل stylobate عبارة عن قاعدة مرتفعة
2. الأعمدة columns عبارة عن الأعمدة الحاملة
3. التكنة entablature عبارة عن الجزء المحمول

ولكل جزء من هذه الأجزاء الثلاثة تفاصيله الخاصة، حيث يحتوى عادة على ثلاث درجات مرتفعة.
أما الأعمدة فتنقسم إلى ثلاثة أجزاء:
1. قاعدة العمود base
2. بدن العمود shaft
3. تاج العمود cabital

أما التكنة فتنقسم إلى ثلاثة أقسام:
1. الحمال architrave
2. الإفريز freize
3. الكورنيش cornice

و لقد اتخذت وحدة نصف قطر العمود عند البدن كوحدة أساسية ثابتة تسمى «المعدل module» لقياس نسب هذه الأعمدة لكل نظام.
- العمود الدوركى:

يعتبر من أهم الأعمدة المعمارية وأكثرها إستعمالاً عند الإغريق وأشد هذه الأعمدة صلابة من حيث المنظر أكثر ضخامة من حيث النسب، ويعد نموذجاً صادقاً لعظمتهم وأخلاقهم وعزة أنفاسهم، مع ما يتميز به من الرقة والرشاقة . وقد اشتق اسمه من قبائل الدوريين dorians سكان المنطقة الشمالية خليج كورنشيا حوالى عام 1000ق.م، بعد أن طردوا السكان الأصليين من الأيونيين Ionians .
واختلف المؤرخون العلماء في أصل العمود الدوركي بأنه مأخوذ أصلاً من شكل الأكواخ الخشبية، أو مأخوذ عن الأعمدة المصرية القديمة ذات ال16ضلعاً الموجودة في مقابر الدير البحري ومقابر بنى حسن .
تفاصيل العمود الدوركى:
1. السفل: يتكون من ثلاث درجات تبلغ ارتفاع كل درجة منها حوال 50 سم
2. الأعمدة: تنشأ الأعمدة من أسطوانات drums ، توضع بعضها فوق بعض ويقل قطر كل منها تدريجياً حتى يصل قطر أصغر أسطوانة عن قطر أول أسطوانة بمقدار الربع . وينحت بدن العمود أو يخشخن بعشرين خشخناً flutes ذا قطاع بيضاوي الشكل بأطراف حادة العمود، ويتراوح العدد بين 12و20 ويتكون التاج عادة من قطعة واحدة بما في ذلك البلاطة محفور عليها ثلاث أو أربع حلقات أفقية تحت الجزء المحدب مع وجود حفر عميق عند اتصال التاج بالبدن، ونلاحظ أن جميع هذه الخطوط الأفقية ساعدت على انتهاء خطوط الخشخنة الرأسية بطريقة فنية بارعة
3. التكنة: عبارة عن عتب بسيط مكون من ثلاث أعتاب حجرية بجانب بعضها البعض، غير موجودة على مرقدها الطبيعي مما يكسبها متانة وقوة لكى تتحمل الجهد الرأسي الواقع عليها، وتنفصل عن الإفريز بخوصة رقيقة بارزة من الحجر، ويلاحظ أن الإفريز هو أهم ظاهرة من مظاهر العمود الدوركي، ويتكون من صف من الكتل الرخامية البارزة تسمى ترجليفات triglyphs وتحتوى كل منها على ثلاثة مجاري منحوتة راسياً. ويوجد فوق كل عمود ترجليف محوري عليه وآخر في كل زاوية من زوايا البناء، مما استلزم أن عمود الزاوية يكون قريباً من الذي يليه، حتى يكون السطح المحصور بين الترجليفين مربعاً، ويوجد أيضاً ترجليف محوري على البعد الأوسط بين كل عودين متجاورين .

كان شامبليون مكتشف اللغة المصرية القديمة قد أطلق على نوع الأعمدة المضلعة المصرية إسماً مبتكراً هو برتودوريكي protodoric أي «أصل الدوريكى» وذلك لما رآه من وجه الشبه العظيم بين العمود هذا العمود المصري والعمود الدوركي القديم . لكن كثير من العلماء اصطلحوا بعد ذلك على الاقتصار في التسمية ووصفه بالعمود المضلع أو العمود ذي الأضلاع الكثيرة polygonal ، وذلك لاعتقادهم أن العمود المصري لا علاقة له بالعمود الدوريكي اليوناني في التاريخ أو الشكل أو التكوين .
نسب العمود الدوركي:
في الأمثلة الأولى للأعمدة الدوركية . كانت المباني ثقيلة والأعمدة سميكة بالنسبة لارتفاعها الذي كان لا يزيد عن أربعة أمثال القطر عند قاعدة العمود، وكانت التكنات عالية جداً . ولكن تحور هذا الطراز وتحسن فيه النسب الآتية .حيث كانت هذه النسب هي المستعملة بعد ذلك في العمود الدوركي .
ارتفاع العمود حوالى 6 أمثال القطر ........................... (12معدل)
البعد بين الأعمدة حوالى مرة ونصف مرة لقطر العمود ..... (3معدل)
ارتفاع التكنة حوالى مرتين لقطر العمود ................... (4معدل)
ارتفاع الفرنتونة حوالى مرتين لقطر العمود ................... (4معدل)
ويلاحظ أن الأعمدة الدوركية الإغريقية كانت تبنى بدون قاعدة، وأن الزخارف التي كانت مستعملة كانت بالنقش وليس بالنحت أي كانت زخارف منقوشة .
- العمود الآيونى :

نسبة إلى الأيونيين Ionians سكان شبه جزيرة اليونان القدامى الذين هربوا إليها أيام الغزو الدوركي . التجأ الآيونيين إلى بحر إيجة وآسيا الصغرى حيث استقر الطراز الأيوني واستقر الطراز الدوركي في شبه جزيرة اليونان .
ويمتاز النظام الأيوني عن النظام الدوركي برقة نسبه وكثرة زخارفه والعمود نفسه تأثر كثيراً بالفن الفارسي، والزخارف بالروح الرشيقة . ويرجح أن يكون التاج من أصل آشوري قديم أو مصري قديم، حيث اتخذ التاج شكلاً لولبياً يسمى باللفافات . ويحتوى السفل على ثلاث درجات، والعمود على قاعدة وبدن وتاج، والتكنة على حمال وإفريز وكورنيش.
تيجان الأعمدة الآيونية لا تتشابه فيها الأربعة أوجه، ولذلك لا تتناسب مع المباني التي يجب أن تكون تيجان أعمدة زواياها متشابهة في واجهتيها . ولتفادى ذلك صممت تيجان آيونية تكون اللفافات فيها تصنع زاوية مقدارها 45درجة على أوجه تاج عمود الناصية .
ويعتبر ذلك من عيوب هذا النظام، كما يلاحظ عيب آخر في تيجان الأعمدة الأيونية وهو بروز الحلية المحتوية على زخرفة البيضة والسهم على وجه اللفافة .
والأعمدة الأيونية أعلى من مثيلاتها في الطراز الدوركي بالنسبة للأقطار . فارتفاع العمود يساوى ثمانية أو تسعة أمثال القطر عند القاعدة، أما ارتفاع التكنة فيساوى ربع ارتفاع العمود، وللأعمدة دائماً قواعد غنية بالحليات، ويقسم بدن العمود رأسياً إلى أربعة وعشرين خشخاناً منحوتة بعمق ومنفصلة كل خشخان عن الأخرى بحافة مستديرة fillet بدلاً من أن تنتهى بحافة حادة كما هو في العمود الدوركي . ويتكون الحمال من ثلاثة أوجه، يبرز كل منها قليلاً عن الآخر وبحليات في أعلى الحمال لتفصله عن الإفريز، ويكون الإفريز إما مسطحاً أو محتوياً على مجموعة من التماثيل المنحوتة، ويحتوى غالباً على قطعة صغيرة من الأحجار تسمى النوايات dentils وبصورة عامة فإن جميع الحليات غنية بالزخارف المنحوتة (البيضة والسهم والورقة والسباحة بعكس زخارف الطراز الدوركي التي كانت تنقش فقط .
- العمود الكورنثي :

يشبه العمود الكورنثي العمود الأيوني، فيما عدا تاجه الذي يمتاز بطابع خاص، ويرجح أن هذا التاج مشتق عن الأعمدة المصرية القديمة الناقوسية الشكل . وقد استعاض الإغريق عن ورقة نبات البشنيين (اللوتس) بورقة نبات و«شوك الجمل» الإغريقية . وكل صف به ثمانية أوراق، ويعلو التاج لفافات صغيرة منحرفة على زاوية 45 درجة على أوجه التاج، ويشابه هذا النظام الأيوني من حيث التقسيم والنسب، فالقاعدة بحليتها ، وبدن العمود بخشخته الأربع والعشرين والحمال بأوجهه الثلاثة ، والإفريز ببساطته أو يصف التماثيل المنحوتة ، والكورنيش يصف النوايات ، كلها تشابه نظيراتها في الطراز الأيوني ، إلا أن ارتفاع العمود الكورنثى يساوى عشرة أمثال قطره (30معدل)، وارتفاع التكنة يساوى مرتين ونصف القطر (5معدل).

### المساقط الأفقية للمعابد
المساقط الأفقية للمعابد ليست مرتبطة بالأنظمة وربما تختلف تلك الأنظمة تبعاً لحجم المبنى ولكن تتشابه هيأتها الأصلية فالنواة الأساسية في المعبد هي المحراب والمدخل المغطى وعلى جانبيه عمودان وأحيانا نجد مدخل أخر خلف المحراب لتأكيد التماثل والمحورية ويحيط بالمعبد رواق من الأعمدة.
الأكروبول :
وبعد الانتهاء من إنشاء معبد البارثينون ، بدأ «بركليس» في إقامة صرح آخر باهظ التكاليف لبوابة المدخل العام التذكارية من الجزء الغربى للأكروبوليس «بروبيلا propylaea»
437 ق.م . ومرة أخرى أنشئت المجموعة من الرخام وأستخدم نظام المعبد الدوركي في عناصر تكوين هذه البوابة التي أقيمت على موقع مختلف المناسيب غير منتظم . ولكن لأول مرة يرى في الجزء الأوسط عن الممر المؤدى إلى المدخل العام للبوابة الكبرى صفان من الأعمدة الأيونية . حيث كان الاتجاه في العمارة الأثينية Athenian architecture نحو استعمال العناصر الأيونية داخل المباني الدوركية .
إن أثينا بأكروبولها الذي يسيطر على الوادي بأجمعه ، وبموقعها على بعد كاف يجعلها في مأمن من الاعتداء عليها من جهة البحر، وتعتبر النموذج الأصيل للمدينة الإغريقية . فالأكروبول في حد ذاته تل منبع ، بل قلعة بأدق معنى الكلمة ، فضلاً عن أنه حرم مقدس للآلهة . فقد كانت يوجد به حفر وكهوف قديمة للدفن في جانب التل وكذلك عدد من الهياكل المقدسة والنصب التذكارية التي لم يبق منها شيء الآن ، ولكن وجودها قديماً كان إلى حد ما سبباً في توزيع المباني على التل بشكل غير منظم ، وكانت المواكب الدينية التي ترقى هذا المرتفع تستشرق منظر الأرض والسماء والبحر البعيد والمدينة القريبة ، وهكذا كانت طقوس المواطنين تحظى برفقة كل هؤلاء . وإذا كانت آلهتهم تماثل آلهة بلاد ما بين النهرين – دجلة والفرات-من حيث نزواتها وغموضها ، فإنها مما لا شك فيه كانت أكثر منها وداً وهو ما تفصح عنه أوضاع آلهتهم المسترخاه المريحة التي اتخذوها في الإفريز frieze الذي يصور موكب الحفل الإغريقي الجامع كما يصور جمال البارثينون .
ويزيد من جمال المباني التي أقيمت على قمة الأكروبول عدم تهذيب قاعدتها الصخرية الضاربة إلى الزرقة والاحمرار الداكن ، وكذلك أسوار التحصينات العمودية ويبدو المنظر بأجمعه وكأن مواد انفجرت من أغوار عميقة ثم بردت على هيئة بضع بلورات ضخمة متقنة الشكل مغطاه بالألوان الجميلة . والمرتقى المنحدر انحداراً شديداً والمؤدي إلى البروبيلا propylaea يبرز ضخامة المباني بما يبثه في المتعبد الذي يرتقيه من التأمل العميق والإحساس بضآلته.
وفي القرون الثلاثة الأخيرة حتى غزو الرومان لم يظهر في المدن الإغريقية سوى تقدم يسير بالعمارة بخلاف بعض المنشآت التي تستحق الذكر أيام الإسكندر الأكبر في بعض المدن . ففي منتصف القرن الخامس نجد تخطيط مبنى مليتوس المشهور الذي يعتبر أول تخطيط من نوعه بطريقة grid system ، وكذا صالات أو قاعات المدن mumicipal halls التي أنشئت حولها الأسواق التجارية للمدن الإغريقية . كذلك أنشئت المسارح والمدرجات الرياضية في الهواء الطلق .
ونظام مليتوس miletus «ملطية» تتلخص من حيث التخطيط والتنظيم من أنه طريق متسع ، وشارع مقام على جانبيه أعمدة ، وساحة تحيط بها الأروقة ، ومكان مفتوح للاجتماع، ومبنيين ينتميان إلى كل ذلك وهما المعبد والجمنازيوم . هذا هو النموذج الأصلي الحي للناحية الهادئة المنظمة للبلاد الإغريقية . أما المباني العامة في المدينة فلم تعد تعتبر وحدات مستقلة ، تاريخية أو مقدسة وإنما أصبحت أجزاء في مجموعات معمارية موحدة تكون كل منها على حده وحدة متكاملة لها جمالها الفني.